# SG-1000
O SG-1000 foi um console de videogame da terceira geração, lançado em uma versão de testes pela Sega em 1981, e oficialmente para o mercado japonês em 1983.
Este console não obteve grande representatividade. Porém seu sucessor, o Master System, alcançou grande sucesso no mercado dos consoles.

## História
Este foi o primeiro videogame da Sega, marcando a entrada da empresa no ramo. Entretanto, o mesmo não representou significativa ameaça aos consoles existentes em sua época.
O SG-1000 alcançou apenas os mercados japonês (este considerado como o principal) e australiano. Algum tempo depois do seu lançamento, a Telegames levou aos Estados Unidos o Personal Arcade, sendo este considerado um clone do Dyna da Bit Corp, então possuidor de duas entradas para cartuchos, sendo uma destinada aos jogos do Coleco e outra para o SG-1000.

## Demais versões

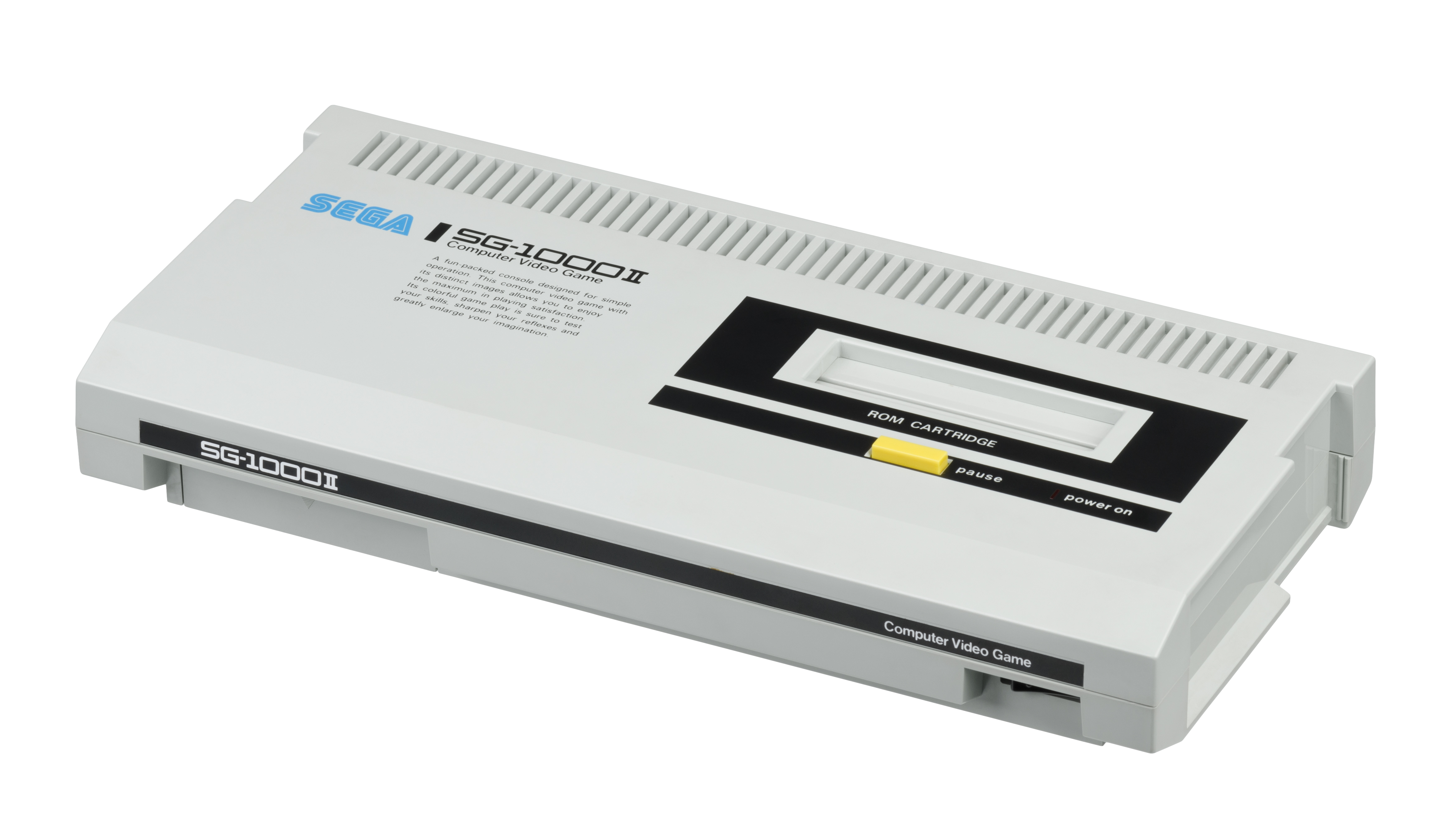
O SG-1000 II.

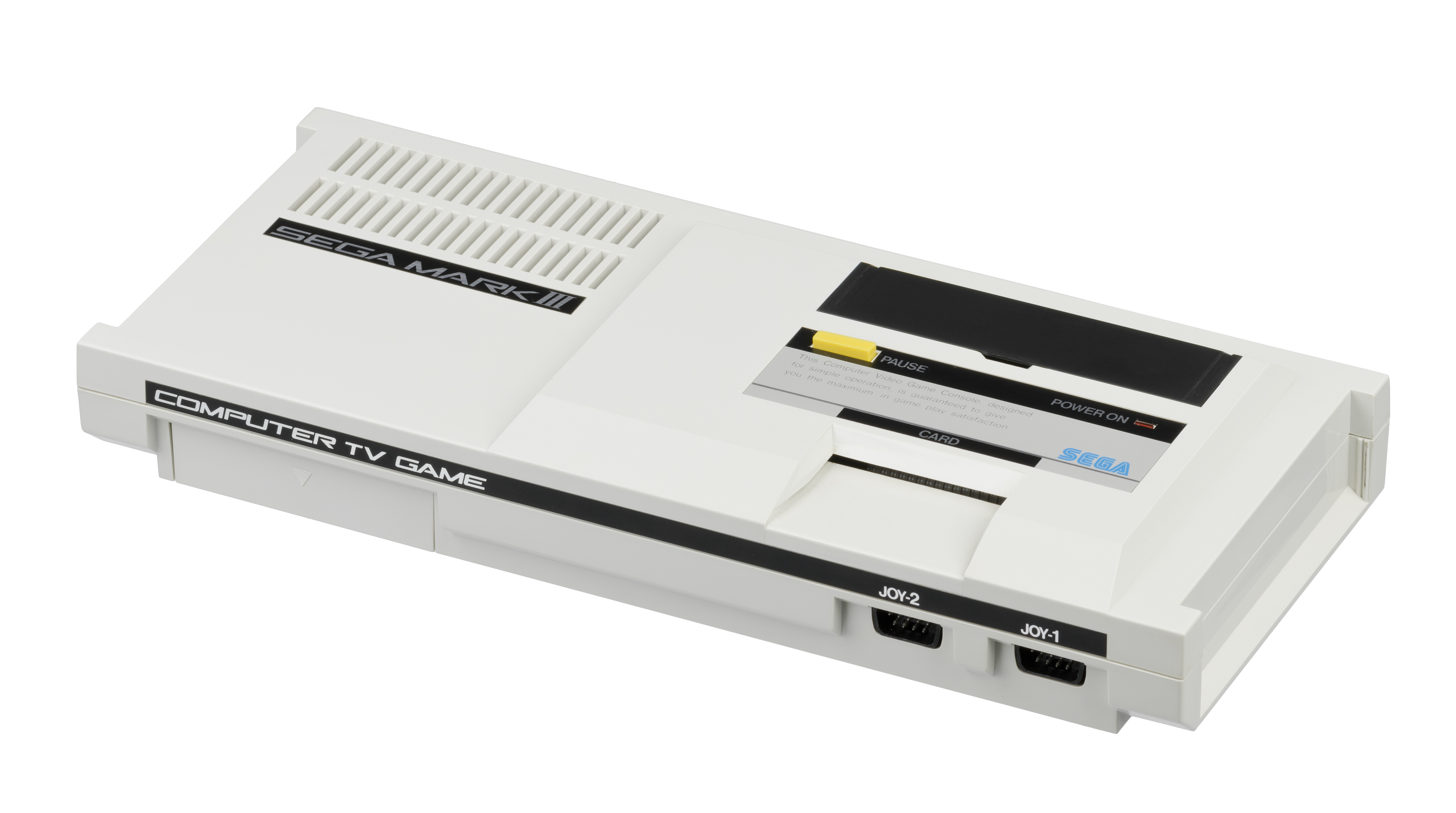
O Sega Mark III.

O console SG-1000 recebeu outras versões em seu histórico de vida. As mesmas estarão explanadas mais abaixo.

### SG-1000 II
Em julho de 1984, a Sega lançou o SG-1000 II. Este modelo apresentava mais recursos e um teclado como acessório, que transformava o console no computador doméstico SC-3000, com o adendo de possuir retro compatibilidade com os seus jogos. Também foi lançado um opcional chamado CardCatcher, que permitia ao mesmo ler jogos em cartões, sendo que este extra viria incluso posteriormente no Sega Mark III.

### Sega Mark III
O Sega Mark III era tecnicamente equivalente ao Master System. Foi lançado no Japão em 20 de outubro de 1985, para competir com o Famicom (nome japonês do Nintendo 8-bits). Sucedeu os modelos os SG-1000 e SG-1000 II. As suas especificações técnicas eram semelhantes às presentes no SG-1000 II, contendo como adição um sistema de vídeo melhorado e uma quantidade maior de memória RAM.
O sistema era compatível com os títulos para as versões anteriores do SG-1000. Além da entrada para cartuchos, possuía uma entrada para os Sega Cards, que eram fisicamente idênticos aos cartões para o acessório CardCatcher.
O Mark III foi redesenhado como o Master System para o lançamento em outros mercados. Se tratando principalmente de uma revisão estética, já que as partes internas permaneceram iguais. Essa revisão final foi lançada no Japão em 1987, contando com a adição de um processador de som Yamaha YM2413 (opcional para este modelo), um controle melhorado e o adaptador para óculos de terceira dimensão.
Seus cartuchos lançados fora do Japão possuíam um formato e sistema de pinos diferentes dos mesmos destinados ao mercado japonês, revelando uma forma de trava regional. O último jogo lançado foi Portrait of Loretta, em 18 de fevereiro de 1987. No ano de 2006, o serviço de jogos por assinatura GameTap adicionou um emulador do SG-1000 e vários títulos jogáveis.

## Propriedades técnicas

### SG-1000 I e II
Este modelo possuía as seguintes especificações:
- Processador: NEC 780C (clone do Zilog Z-80); 8-bit com clock de 3,58 Mhz.
- Memória RAM: 2kb (espelhada ao longo de uma área de 16kb).
- Video RAM: 16kb.
- Gráficos: 16 cores possíveis; resolução de 256 x 192 (40 x 24 em modo texto).
- Áudio: 3 Canais de som mono pelo chip SN 76489.
- Mídia: cartuchos.

### Sega Mark III
Este modelo possuía as seguintes especificações:
- Processador: Zilog Z-80 8-bit com clock de 3,58 Mhz.
- Memória RAM: 8kb (espelhada ao longo de uma área de 16kb).
- Video RAM: 16kb.
- Gráficos: 64 cores possíveis (32 simultâneas); resolução de 256 x 192 (40 x 24 em modo texto).
- Áudio: 3 canais de som mono pelo chip SN 76489 + 9 canais de som mono pelo chip Yamaha YM2413.
- Mídia: cartuchos ou Sega Cards.